# Корисні копалини Данії
Корисні копалини Данії представлені покладами паливних копалин, а саме нафти, газу, торфу, бурого вугілля, значними запасами мінеральних вод та солі, запасами глини.

## Паливні

### Нафта і природний газ

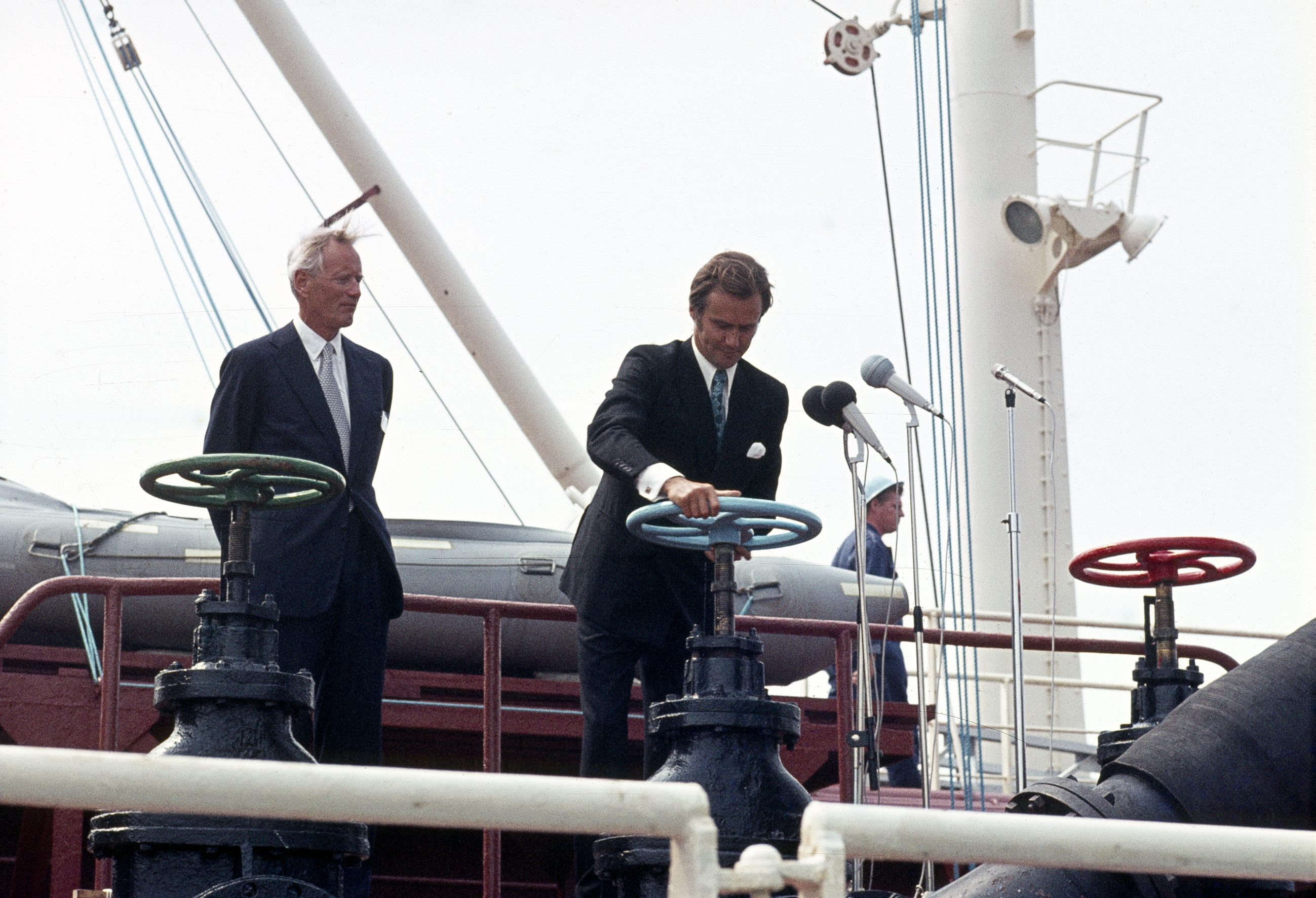
Перша данська нафта, 1972 рік

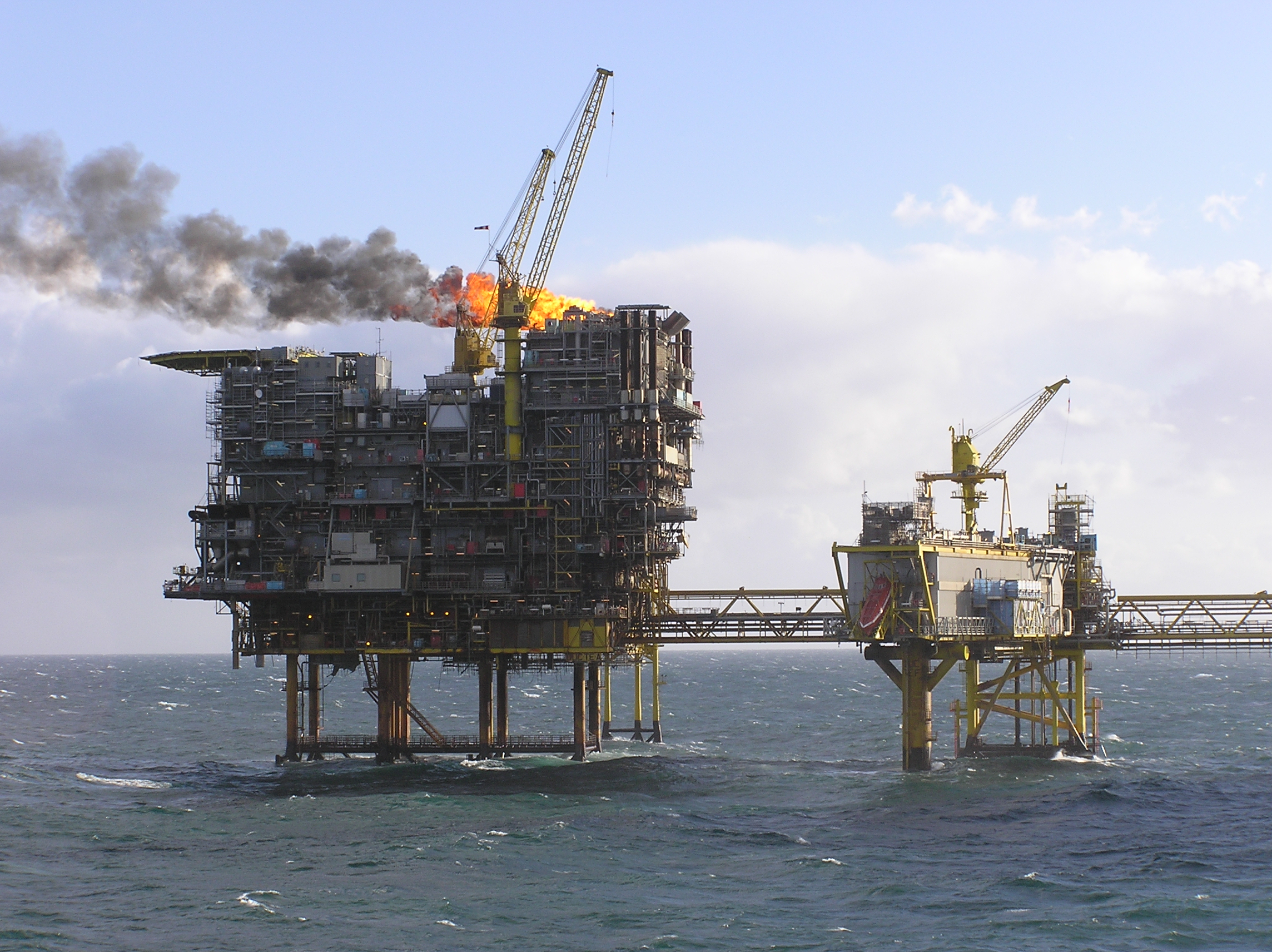
Видобуток вуглеводнів на шельфі

В останні роки Данія була експортером нафти та природного газу. У роки між Першою та Другою світовими війнами нафту було знайдено в Гольштейні вздовж схилів соляних діапірів, які були виявлені геофізичними дослідженнями. Нафтопереробна компанія Gulf, яка отримала права на видобуток у 1938 році, після війни продовжувала бурити глибокі свердловини над соляними структурами під землею у Віндінгу та Гассумі. Після цього настав період застою в пошуках, але в 1957 році компанія Standard Oil з Нью-Джерсі отримала концесію на два роки. У цей період також не було знайдено покладів вуглеводнів, які можна було б використовувати, але слабкі сліди нафти були виявлені в шарах пізнього пермського доломіту в свердловинах в Обенро, Тендері і Хоннінгу. Після того, як Standard Oil відмовилася від подальшої розвідки, німецька компанія Deutsche Erdöl висловила бажання отримати концесію в Данії. Вона мала хороші результати в Гольштейні і була особливо зацікавлена у можливостях пошуку нафти в Південній Ютландії. Однак у 1962 році уряд надав концесію новій компанії, Данському підземному консорціуму (DUC). DUC провела велику кількість повітряних магнітних і сейсмічних досліджень у різних місцях Ютландії, а в 1965 році компанія почала своє перше глибоке буріння в Рьонде на Дьюрсландії.
Перше відкриття нафти в данській частині Північного моря в 1966 році спочатку називалося Енн, але пізніше було перейменовано на Крака. Запаси були невеликі, і родовище було введено в експлуатацію лише в 1991 році, коли нова технологія зробила родовище прибутковим. Велика увага приділяється безпеці до 3000 людей, які працюють на об'єктах в Північному морі, і захисту навколишнього середовища. Додаткову увагу було приділено безпеці розвідки та видобутку нафти після вибуху на Deepwater Horizon у Мексиканській затоці в квітні 2010 року. У цій аварії загинуло 11 людей, бурова платформа затонула, і протягом трьох місяців протікало понад 800 000 м³ (4 мільйони барелів). Видобуток продовжується, і в 2011 році дві свердловини були пробурені на суші та дві в Центральному Гравені. Останні дві привели до знахідок, а одна була у шарах міоцену. У пластах такого віку вперше були знайдені вуглеводні.
На початку 2012 року виповнилося 40 років з моменту видобутку першої данської нафти на родовищі Дан у 1972 році, і було проведено велику кількість розвідувальних, оціночних і експлуатаційних бурінь. Видобуток нафти і газу зараз, як і тоді, відбувається лише в Північному морі, а в 2010 році видобуток вівся на 19 родовищах із загальною кількістю 283 активних видобувних свердловин, з яких 198 нафтових свердловин і 85 газових свердловин. У 2010 році було пробурено шість нових видобувних свердловин, і ціна на них та іншу діяльність з розробки становить загальну інвестицію в 4,9 мільярда данських крон. Видобуток нафти в 2010 році склав 14,2 млн м³. Загальна вартість видобутої нафти і газу в Данії в 2010 році оцінюється в 58,2 мільярдів данських крон. У 2020 році Данія вирішила повністю відмовитися від геологічної розвідки нафти і газу у Північному морі, щоб до 2050 року повністю припинити видобуток вуглеводнів. У 2022 році прем'єрміністр Данії Метте Фредеріксен заявила, що Данія на певний час збільшить видобуток нафти, щоб зменшити залежність від Росії, а також заявила, що Данія дотримається плану з відмови від вуглеводнів.

### Буре вугілля
Буре вугілля Борнгольма походить із юрської формації Баго в районі між Рьонне та Хасле. Гарячий і вологий клімат тогочасної заплави створював хороші можливості для перетворення дерев і трав на буре вугілля. Ще в 1640 році за правління короля Крістіана IV виник інтерес до борнхольмського вугілля, але спробі видобутку в 1660 році завадили шведські війни. Лише з 1738 року відомий фактичний видобуток, який здійснювали німецькі шахтарі. У 1815 році було побудовано три вугільні заводи. Значна частина вугілля все ще видобувалась у шахтах, що, на жаль, часто призводило до обвалів і смертей. Збиткове видобування в трьох шахтах було зупинено в 1868, 1876 і 1880 роках відповідно.
Під час Першої та Другої світових воєн люди знову зацікавилися видобутком борнхольмського вугілля. У 1917—1920 роках держава намагалася видобувати вугілля, але безуспішно. Лише в 1942—1948 роках на південь від Хасла почалося велике видобування. Справді велике відновлення видобутку почалося під час Другої світової війни, коли також були відкриті найбільші родовища бурого вугілля в Собі на південь від Гернінга. У 1940 році місцеві безробітні почали добувати вугілля Собі за допомогою лопат і тачок. Видобуток продовжувався і після війни, але залізничними самоскидами та екскаваторами, а після невеликої перерви в 1950 році продовжилися поставки на електростанції. Видобуток остаточно припинився в 1970 році, хоча вугілля в цьому районі все ще є.

### Торф

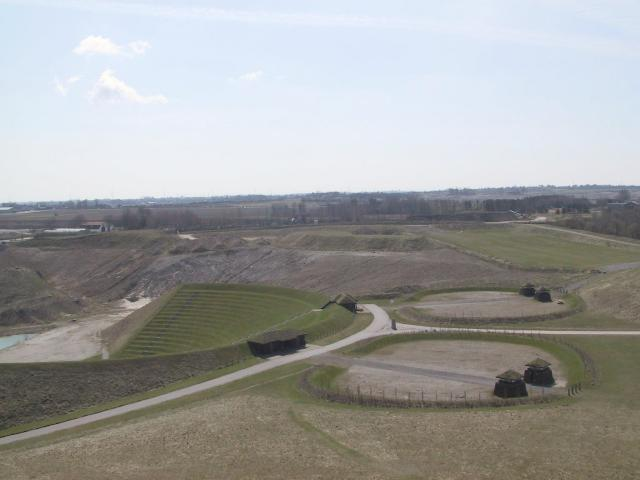
Давня копальня торфу

В середині 19-го століття почався більший видобуток . Спочатку це робили вручну, нарізаючи торф на блоки. З 1870-х років виробництво було механізовано. Вже близько 1900 року торф був важливий лише для індивідуального господарства та малих промислових підприємств у сільській місцевості. Однак під час Першої та Другої світових воєн видобуток торфу отримав великий поштовх, оскільки іноземне вугілля більше не можна було імпортувати. Видобуток продовжувався в 1960-х роках, поки ситуація з постачанням не нормалізувалася. У 1924 році було підраховано, що запас палива в двох найбільших верхових болотах країни, великому та малому Вільдмозе в Північній Ютландії, міг покрити енергоспоживання Данії протягом 3 років. У 1981 році в диких болотах був розрахований той самий запас палива, який міг забезпечити країну протягом кількох місяців.
Сьогодні торф збирають для горщиків, сфагнуму та покращення ґрунту. У 2000 році видобуто 247 тис. м³ торфу.

## Рудні

### Фосфорит
Під час першої світової війни виникла нестача фосфору для сільськогосподарських культур. Тому в 1919 році держава спробувала видобувати фосфорит у Мадсеграві на схід від Арнагера на Борнгольм. Отримання велося за допомогою шахт, але через технічні труднощі видобуток припинився ще в 1920 році.

## Нерудні

### Сіль
Сіль традиційно імпортується до Данії. Проте було невелике домашнє виробництво, коли морську воду випаровували, водорості спалювали, а шари солі зішкрібали з пляжу. Зокрема, солона морська вода випаровувалася у вологих районах південної частини Лесе, а з 1570 року існує опис солеварень королеви Доротеї поблизу Кольдинга, де випаровувалася солона джерельна вода. У 1932 році з'явився Закон про надра Данії, тому сіль, нафта та газ тепер належали державі. Видобуток і розвідка вимагали дозволу уряду, що зміцнювало безпеку приватних інвесторів для розробки важливих знахідок. У 1963 році компанії Dansk Salt було надано ексклюзивне право на видобуток солі, а в 1966 році почався видобуток у соляному родовищі Хворнум у Хобро, який все ще триває.

### Підземні води
До кінця 19 століття питну воду отримували з озер, струмків, джерел і колодязів глибиною кілька метрів. Зазвичай воду доводилося брати біля джерела або самого колодязя, але з кінця 16 століття в найбільших містах Данії стали прокладати дерев'яні кабелі.
У 1831 році в Ніхольмі в Копенгагені була зроблена свердловина для забезпечення міста більш глибокими ґрунтовими водами, а з 1851 року інженер Л.А. Колдінг проводив систематичне та ефективне картографування водоносного горизонту міста. Корисність картографування підземних вод була доведена в 1853 році, коли через епідемію холери в Копенгагені приблизно 5000 людей загинуло через забруднену питну воду з озер. Холера також спустошила решту країни, так що було загалом 7000 жертв. Ця епідемія стала причиною того, що Оденсе став першим данським містом, яке встановило водогін у 1853 році. Оденсе, яке тоді було другим за величиною містом країни, але сильно перенаселеним, таким чином уникло епідемії холери.